# Андре-Жак Гарнерен
Андре-Жак Гарнерен (фр. André-Jacques Garnerin; Париз, 31. јануар 1769 — Париз, 18. август 1823) је био проналазач падобрана од некрутих материјала.
Његови рани експерименти су били засновани на падобранима у облику кишобрана. Током прве фазе Наполеонових ратова 1792-1797. заробили cу га Британци и предали га Аустријанцима, који су га држали у заробљеништву три године.
Након ослобађања Гарнерен је учествовао у летовима балона на топли ваздух. Први скок падобраном од свиле је извео 22. октобра 1797. скочивши из балона изнад Парка Монсо, Париз. Након пењања на 3000 стопа, слетео је без повреда пред задивљену публику.
Гарнерен је погинуо када га је ударила греда док је правио балон.